# Kierre Beckles
Kierre Beckles (ur. 21 maja 1990) – barbadoska lekkoatletka specjalizująca się w biegach płotkarskich.
Jako juniorka, stawała na najwyższym stopniu podium CARIFTA Games. W 2006 zdobyła dwa złota mistrzostw Ameryki Środkowej i Karaibów juniorów. Półfinalistka biegu na 100 metrów przez płotki podczas mistrzostw świata juniorów (2006) i juniorów młodszych (2007). W 2008 zajęła 8. miejsce na światowym czempionacie juniorów w Bydgoszczy. Złota medalistka igrzysk Wspólnoty Narodów młodzieży (2008). W 2011 zajęła 4. miejsce na mistrzostwach Ameryki Środkowej i Karaibów oraz odpadła w eliminacjach podczas mistrzostw świata. Wicemistrzyni młodzieżowych mistrzostw NACAC w Irapuato (2012). Rok później sięgnęła po srebro czempionatu Ameryki Środkowej i Karaibów. Na eliminacjach zakończyła swój występ podczas mistrzostw świata w Moskwie (2013). Szósta zawodniczka igrzysk Wspólnoty Narodów w Glasgow (2014). W 2015 stanęła na najniższym stopniu podium mistrzostw NACAC. Złota medalistka mistrzostw Barbadosu.

## Osiągnięcia
| Rok  | Impreza                                     | Miejsce        | Konkurencja                     | Lokata     | Wynik   |
| ---- | ------------------------------------------- | -------------- | ------------------------------- | ---------- | ------- |
| 2006 | Mistrzostwa Ameryki Śr. i Karaibów juniorów | Port-of-Spain  | bieg na 100 metrów przez płotki | 1. miejsce | 13,72   |
| 2006 | Mistrzostwa Ameryki Śr. i Karaibów juniorów | Port-of-Spain  | bieg na 300 metrów przez płotki | 1. miejsce | 41,55   |
| 2006 | Mistrzostwa świata juniorów                 | Pekin          | bieg na 100 metrów przez płotki | półfinał   | 14,04   |
| 2007 | Mistrzostwa świata juniorów młodszych       | Ostrawa        | bieg na 100 metrów przez płotki | półfinał   | 13,79   |
| 2007 | Mistrzostwa świata juniorów młodszych       | Ostrawa        | sztafeta szwedzka               | 6. miejsce | 2:11,37 |
| 2008 | Mistrzostwa świata juniorów                 | Bydgoszcz      | bieg na 100 metrów przez płotki | 8. miejsce | 13,96   |
| 2008 | Mistrzostwa świata juniorów                 | Bydgoszcz      | sztafeta 4 × 100 metrów         | 7. miejsce | 45,36   |
| 2008 | Igrzyska Wspólnoty Narodów młodzieży        | Pune           | bieg na 100 metrów przez płotki | 1. miejsce | 13,88   |
| 2009 | Mistrzostwa Ameryki Środkowej i Karaibów    | Hawana         | bieg na 100 metrów przez płotki | 8. miejsce | 13,85   |
| 2011 | Mistrzostwa Ameryki Środkowej i Karaibów    | Mayagüez       | bieg na 100 metrów przez płotki | 4. miejsce | 13,24   |
| 2011 | Mistrzostwa świata                          | Daegu          | bieg na 100 metrów przez płotki | eliminacje | 13,44   |
| 2012 | Młodzieżowe mistrzostwa NACAC               | Irapuato       | bieg na 100 metrów przez płotki | 2. miejsce | 13,05w  |
| 2013 | Mistrzostwa Ameryki Środkowej i Karaibów    | Morelia        | bieg na 100 metrów przez płotki | 2. miejsce | 13,37   |
| 2013 | Mistrzostwa świata                          | Moskwa         | bieg na 100 metrów przez płotki | eliminacje | 13,47   |
| 2014 | Igrzyska Wspólnoty Narodów                  | Glasgow        | bieg na 100 metrów przez płotki | 6. miejsce | 13,38   |
| 2014 | Igrzyska Ameryki Środkowej i Karaibów       | Xalapa         | bieg na 100 metrów przez płotki | 3. miejsce | 13,47   |
| 2015 | Igrzyska panamerykańskie                    | Toronto        | bieg na 100 metrów przez płotki | 7. miejsce | 13,24   |
| 2015 | Mistrzostwa NACAC                           | San José       | bieg na 100 metrów przez płotki | 3. miejsce | 12,88w  |
| 2015 | Mistrzostwa świata                          | Pekin          | bieg na 100 metrów przez płotki | półfinał   | 12,90   |
| 2016 | Igrzyska olimpijskie                        | Rio de Janeiro | bieg na 100 metrów przez płotki | eliminacje | 13,01   |

## Rekordy życiowe
- Bieg na 55 metrów przez płotki (hala) – 7,55 (2012) rekord Barbadosu
- Bieg na 60 metrów przez płotki (hala) – 8,11 (2012) były rekord Barbadosu
- Bieg na 100 metrów przez płotki – 12,88 (2015) rekord Barbadosu